# Barone Stourton
Barone Stourton è un titolo baronale nella Paria d'Inghilterra.

## Storia
Il titolo venne creato come ereditario nel 1448 per John Stourton. Nel 1878, l'antica baronìa di Mowbray venne passata al ventesimo barone Stourton. Due settimane più tardi, anche il Barone Segrave lasciò il titolo in suo favore. Da allora le tre baronìe rimasero riunite.
La sede della famiglia, sino al 1717, fu Stourhead.

## Baroni Stourton (1448)
- John Stourton, I barone Stourton (1400–1462)
- William Stourton, II barone Stourton (c. 1430–1479)
- John Stourton, III barone Stourton (c. 1454–1485)
- Francis Stourton, IV barone Stourton (1485–1487)
- William Stourton, V barone Stourton (c. 1457–1523)
- Edward Stourton, VI barone Stourton (c. 1463–1535)
- William Stourton, VII barone Stourton (c. 1505–1548)
- Charles Stourton, VIII barone Stourton (c. 1520–1557)
- John Stourton, IX barone Stourton (1553–1588)
- Edward Stourton, X barone Stourton (c. 1555–1633)
- William Stourton, XI barone Stourton (c. 1594–1672)
- William Stourton, XII barone Stourton (m. 1685)
- Edward Stourton, XIII barone Stourton (1665–1720)
- Thomas Stourton, XIV barone Stourton (1667–1744)
- Charles Stourton, XV barone Stourton (1702–1753)
- William Stourton, XVI barone Stourton (1704–1781)
- Charles Philip Stourton, XVII barone Stourton (1752–1816)
- William Stourton, XVIII barone Stourton (1776–1846)
- Charles Stourton, XIX barone Stourton (1802–1872)
- Alfred Joseph Stourton, XX barone Stourton (1829–1893)
- Charles Botolph Joseph Stourton, XXI barone Stourton (1867–1936)
- William Marmaduke Stourton, XXII barone Stourton (1895–1965)
- Charles Edward Stourton, XXIII barone Stourton (1923–2006)
- Edward William Stephen Stourton, XXIV barone Stourton (n. 1953)

L'erede apparente è il figlio dell'attuale detentore del titolo, James Charles Peter Stourton (n. 1991).